# ورزشگاه استاد پی ده شارلوا
ورزشگاه استاد پی ده شارلوا (فرانسوی: Stade du Pays de Charleroi‎) یک ورزشگاه فوتبال در شارلروآ، بلژیک است.
این ورزشگاه که در سال ۱۹۳۹ تأسیس شده دارای ۱۵٫۰۰۰ نفر ظرفیت می‌باشد و ورزشگاه خانگی باشگاه فوتبال رویال شارلوا محسوب میشود.

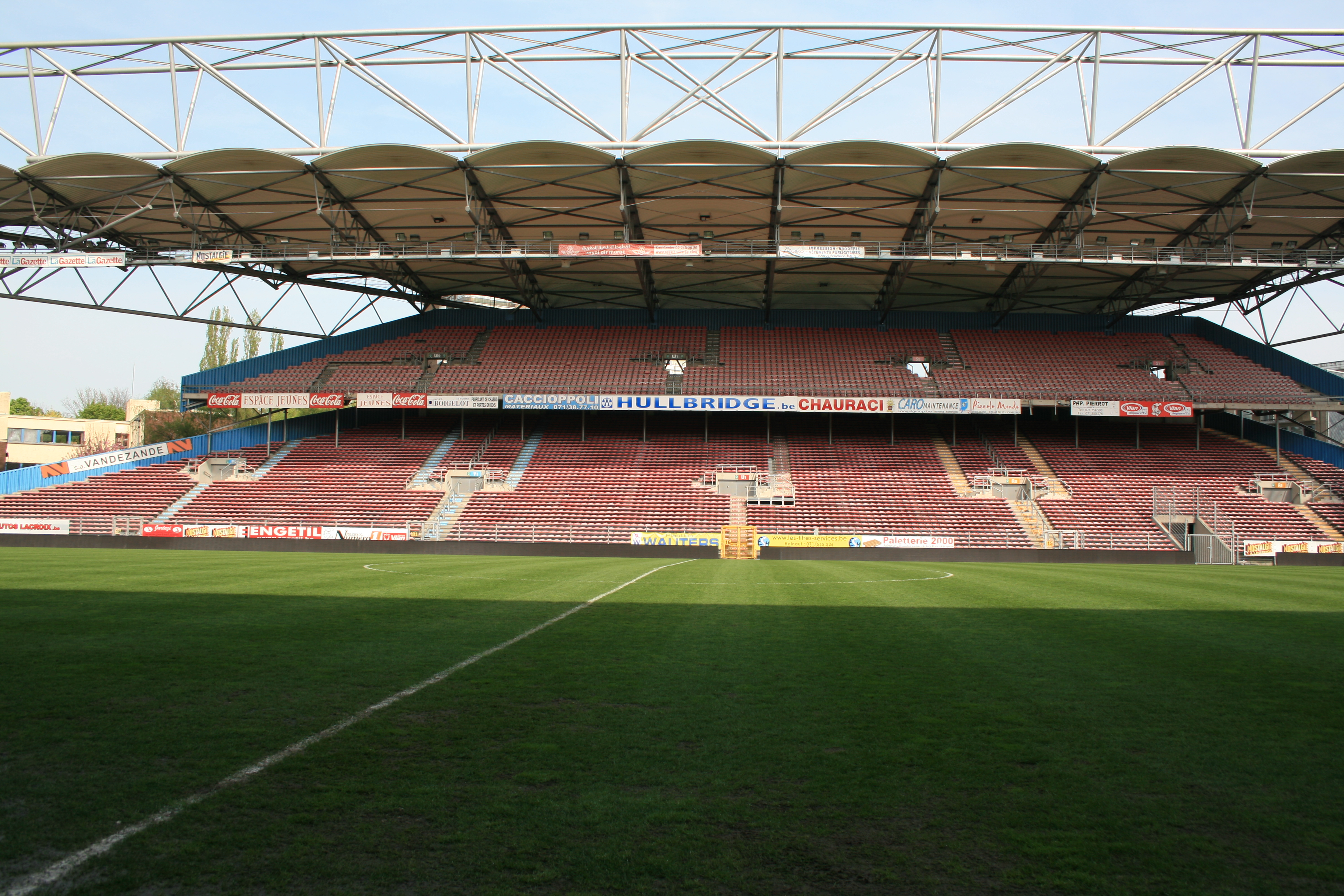